# Avi Shlaim
Avraham "Avi" Shlaim (hebreo: אבי שליים; Bagdad, 31 de octubre de 1945) es un historiador israelí, profesor emérito de Relaciones Internacionales por la Universidad de Oxford y miembro de la Academia Británica. Es uno de los nuevos historiadores israelíes, un grupo de académicos israelíes que han planteado interpretaciones críticas de la historia del sionismo y de Israel.

## Biografía
Shlaim nació en una familia rica de judíos en Bagdad, Irak. Su familia vivía en una mansión con diez criados. Su padre se dedicaba a la importación de materiales de construcción y mantenía lazos con los líderes iraquíes, incluido el entonces primer ministro Nuri al-Said.
La situación de los judíos iraquíes se volvió complicada tras el estallido de la guerra árabe-israelí de 1948. En 1951, el padre de Shlaim fue uno de los 100.000 judíos que se registraron para dejar el país y renunciar a su ciudadanía. Una ley iraquí del momento dictó que aquellos que se marcharan renunciarían a todos los derechos, incluidos los derechos de propiedad. Como consecuencia, la familia Shlaim perdió todas sus pertenencias. Su padre cruzó la frontera ilegalmente en una mula, mientras que Avi Shlaim, su madre y sus hermanas volaron a Chipre, desde donde viajaron a Israel para reencontrarse con su padre.
Shlaim viajó con 16 años a Inglaterra para estudiar en una escuela judía. Volvió a Israel entre 1964 y 1966 para servir en el ejército de Israel, tras lo que volvió a Inglaterra en 1966 para estudiar historia en el Jesus College de Cambridge. Se graduó en 1969 e hizo un máster en Relaciones Internacionales en 1970 por la London School of Economics, así como un doctorado por la Universidad de Reading. Trabajó como ponente y lector sobre asuntos políticos en la Universidad de Reading desde 1970 hasta 1987.
Avi Shlaim se casó con la bisnieta de David Lloyd George, el primer ministro británico bajo cuyo gobierno se enunció la Declaración Balfour, que otorgaba derechos nacionales a los judíos en Palestina. Ha vivido en Inglaterra desde entonces y posee doble nacionalidad británica e israelí.

## Carrera
Shlaim dio clases de Relaciones Internacionales en la Universidad de Reading, especializándose en asuntos europeos. Su interés académico por la historia de Israel comenzó en 1982, cuando el gobierno israelí hizo públicos documentos secretos sobre la guerra árabe-israelí de 1948, y fue a más cuando se convirtió en miembro del cuerpo docente St Antony's College de Oxford en 1987, institución en la que posteriormente pasaría a formar parte de la junta rectora. Fue ponente sobre Relaciones Internacionales en Oxford de 1987 a 1996 y Director de Estudios de Grado en esta asignatura entre los años 1993–1995 y 1998–2001. Entre 1995 y 1997, fue ponente de investigación en la Academia Británica, tras lo que se convirtió en profesor de investigación entre 2003 y 2006.
Shlaim fue examinador externo de la tesis doctoral de Ilan Pappé, otro importante miembro de los Nuevos Historiadores israelíes. El enfoque de Shlaim en torno al estudio de la historia viene influenciado por su creencia de que "el trabajo del historiador es juzgar".
Es un colaborador habitural de la London Review of Books y del diario inglés The Guardian, y en 2009 firmó una carta abierta en dicho periódico condenando a Israel por su participación en la Guerra de Gaza.
En un artículo en el diario The Spectator, Shlaim catalogó al primer ministro israelí Benjamin Netanyahu como un "defensor de la doctrina del conflicto permanente" y describió sus políticas como un intento de impedir una resolución pacífica del conflicto palestino-israelí. Además, afirmó que la política exterior israelí apoyó a los regímenes autoritarios árabes contra los movimientos democráticos que surgieron durante la denominada Primavera Árabe.
Shlaim es miembro del Partido Laborista británico. En agosto de 2015 firmó una carta abierta que criticaba al diario The Jewish Chronicle por vincular a Jeremy Corbyn con supuestos antisemitas.

## Críticas
Los historiadores israelíes Joseph Heller y Yehoshua Porath han afirmado que Shlaim "confunde a sus lectores argumentando que Israel ha perdido la oportunidad de hacer la paz mientras que los árabes buscan genuinamente la paz".
En 2012, en un artículo en la revista académica Shofar, Shai Afsai criticó que Shlaim repitiese en su libro El Muro de Hierro: Israel y el Mundo Árabe (2001) la conocida frase "La novia es hermosa pero está casada con otro hombre", supuestamente dicha por los primeros emisarios sionistas a la tierra de Palestina, dado que Afsai no había podido localizar una fuente original de dicha frase.
Según el historiador israelí Yoav Gelber, la afirmación de Shlaim de que había un acuerdo “anti-palestino” deliberado y premeditado entre la Agencia Judía y el rey Abdulá de Jordania se contradice con las pruebas documentales sobre los contactos entre Israel y Jordania antes, durante y después de la guerra. Marc Lynch, sin embargo, que "el voluminoso conjunto de pruebas en el libro (de Gelbert) no permite un veredicto tan concluyente".

## Títulos
En 2006, Shlaim fue elegido Miembro de la Academia Británica (FBA), la academia nacional del Reino Unido para las humanidades y las ciencias sociales.
El 27 de septiembre de 2017, Shlaim recibió la Medalla de la Academia Británica "por los logros de toda una vida".

## Libros
- Collusion across the Jordan: King Abdullah, the Zionist Movement, and the Partition of Palestine (ganador del Premio W. J. M. Mackenzie de la Asociación de Estudios Políticos)[6]
- The Politics of Partition (1990 y 1998)[6]
- War and Peace in the Middle East: A Concise History (1995)[6]
- The Cold War and the Middle East (coeditor, 1997)[6]
- El Muro de Hierro: Israel y el Mundo Árabe (Nueva York: W.W. Norton, 2001)[6]
- Lion of Jordan: King Hussein’s Life in War and Peace (Londres: Allen Lane, 2007)[6]
- Israel and Palestine: Reappraisals, Revisions, Refutations (Londres: Verso, 2009)
- Genocide in Gaza: Israel’s Long War on Palestine (Irish Pages, Dublin 2025, ISBN 978-1-7390902-2-7)